# 丹尼尔·贝尔 (1984年)
丹尼尔·贝尔（英語：Daniel Bell，1984年8月31日—），澳大利亚男子游泳运动员。他曾代表澳大利亚参加2000年、2004年和2008年夏季残疾人奥林匹克运动会游泳比赛，获得一枚金牌、三枚银牌和一枚铜牌。